# Gribbell Island
Gribbell Island är en ö i Kanada.   Den ligger i Regional District of Kitimat-Stikine och provinsen British Columbia, i den sydvästra delen av landet, 3 900 km väster om huvudstaden Ottawa. Arean är 208 kvadratkilometer.
Terrängen på Gribbell Island är kuperad. Öns högsta punkt är 1 095 meter över havet. Den sträcker sig 24,7 kilometer i nord-sydlig riktning, och 15,6 kilometer i öst-västlig riktning.
I omgivningarna runt Gribbell Island växer i huvudsak barrskog. Trakten runt Gribbell Island är nära nog obefolkad, med mindre än två invånare per kvadratkilometer.